# Dracula bella
Dracula bella es una especie de orquídea epifita, endémica de Colombia y Ecuador.

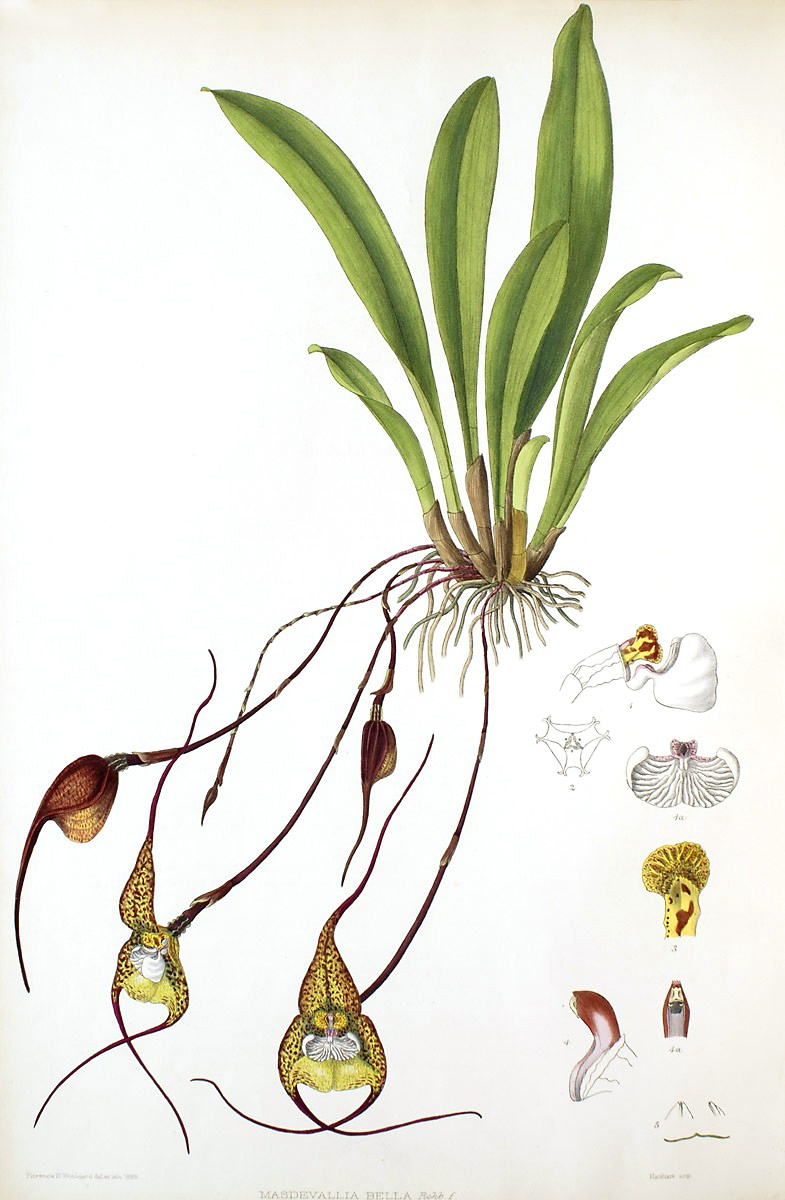
Dracula bella
(sin. Masdevallia bella)
placa en:
Florence H. Woolward
The Genus Masdevallia (1896)

## Descripción
Es una orquídea de pequeño tamaño, es una especie fragante y cespitosa con hábitos de  epífita, con raíces gruesas y un tallo de hoja corta con vainas sueltas basales y una única hoja, erecta, delgada coriácea, elíptica-oblanceolada, aguda a obtusa con peciolo. Florece en invierno a través de la primavera en una inflorescencia péndula, de 17,5 cm en forma de racimo que surge de la base del pseudobulbo y lleva una sola flor.

## Hábitat y distribución
Se encuentra a una altitud de 1700 a 2000 metros en los bosques de nubes densas de Colombia y Ecuador.

## Taxonomía
Dracula bella fue descrita por (Rchb.f.) Luer   y publicado en Selbyana 7: 65. 1982.
Etimología
Dracula: nombre genérico que deriva del latín y significa: "pequeño dragón", haciendo referencia al extraño aspecto que presenta con dos largas espuelas que salen de los sépalos.
bella; epíteto latíno que significa "bella".
Sinonimia
- Masdevallia bella Rchb.f.[5][6]